# نورت پتچاگ (نیویورک)
نورت پتچاگ (به انگلیسی: North Patchogue) یک منطقهٔ مسکونی در ایالات متحده آمریکا است که در شهرستان سافک، نیویورک واقع شده‌است. نورت پتچاگ ۵٫۳ کیلومتر مربع مساحت و ۷٬۲۴۶ نفر جمعیت دارد و ۱۵ متر بالاتر از سطح دریا واقع شده‌است.